# Lista de medicamentos psiquiátricos
Esta é uma alfabética lista de medicamentos em psiquiatria utilizados por psiquiatras para tratar transtornos mentais.
- Esta lista pode não estar atualizada devido à mudanças no mercado farmacêutico
- Os nomes abaixo correspondem aos nomes genéricos das substâncias
- Nem todas as drogas listadas aqui estão liberadas em todos os países de língua portuguesa

## A
Acamprosato, Alprazolam, Ácido valproico, Amantadina, Amissulprida, Amitriptilina, Amoxapina, Aripiprazol,  Atomoxetina, Anfebutamona, Anfepramona

## B
Buprenorfina, Bupropiona, Buspirona

## C
Carbamazepina, Carbonato de lítio, Ciamemazina, Citalopram, Clomipramina, Clordiazepóxido, Clorpromazina, Clonazepam, Cloxazolam, Clozapina

## D
Desipramina, Dextroanfetamina, Diazepam, Disulfiram, Divalproato, Doxepina, Desvenlafaxina 

## E
Escitalopram

## F
Fenitoína, Fenobarbital, Flufenazina, Fluoxetina, Flupentixol, Flurazepam, Fluvoxamina, Fenergan (Prometazina)

## G
Gabapentina
Gadernal

## H
Haloperidol

## I
Imipramina

## L
Lamotrigina, Levomepromazina, Lítio, Lorazepam, LoxapineLevozine

## M
Maprotilina, Melperona, Mesoridazina, Metadona, Metilfenidato, Mirtazapina, Moclobemide, Modafinil

## N
Naltrexona, Nefazodona, Nortriptilina

## O
Olanzapina, Oxazepam

## P
Paroxetina, Pemoline, Perfenazina, Pimozida, Pipotiazina, Primidona,  Prirocailina (Pacinone)

## Q
Quetiapina

## R
Reboxetina,  Risperidona, Rivotril (Clonazepam)

## S
Sertralina, Sibutramina, Sulpirida-Serenal

## T
Temazepam, Tianeptina, Tiaprida, Tioridazina, Tiotixene, Topiramato, Tranilcipromina, Trazodona, Triazolam, Trifluoperazina, Tri-hexifenidilo, Trimipramina, Triticum

## V
Venlafaxina

## Z
Zaleplon, Ziprasidona, Zolpidem, Zopiclone, Zuclopentixol